# تریس استیل استوناتو منگنز (III)
Mn(acac)۳، یک اکسنده تک الکترونی است که برای کوپلینگ فنول‌ها به کار می‌رود که از واکنش مستقیم استیل استون و پتاسیم پرمنگنات تهیه می‌شود. از لحاظ ساختار الکترونی، پر اسپین بوده و ساختار اکتا هدرال به هم ریخته آن باعث انحراف‌هایی هندسی می‌شود که از اثر یان-تلر ناشی شده است. دو ساختار بسیار رایج این کمپلکس یکی شامل کشیدگی تتراهدرال و دیگری شامل تراکم چهارضلعی است. برای ساختار اول، دو پیوند Mn-O به اندازه ۲.۱۲Å بوده در حالیکه چهار پیوند دیگر ۱.۹۳Å. در مورد ساختار دوم این کمپلکس، دو پیوند Mn-O به اندازه ۱.۹۵Å و چهار پیوند دیگر ۲.۰۰Å هستند. قابل ذکر است که تاثیرات کشیدگی تترا هدرال به طور قابل ملاحظه‌ای محسوس‌تر از تاثیرات تراکم تتراگونالی است.